# Parti travailliste des Îles Salomon
Le Parti travailliste des Îles Salomon (en anglais : Solomon Islands Labour Party) est un ancien parti politique aux Îles Salomon.

## Histoire
Comme son nom l'indique, c'est un parti se réclamant du travaillisme, c'est-à-dire de la représentation en politique du mouvement ouvrier. Un premier Parti travailliste existe très brièvement aux Îles Salomon à la fin de l'ère coloniale britannique : Peter Salaka le fonde en 1970 avec le soutien du mouvement syndical de Honiara, la capitale du pays, mais le dissout dès 1971. En 1975, le premier syndicat durable est fondé : le Syndicat général des travailleurs des Îles Salomon (Solomon Islands General Workers' Union, ou SIGWU), qui représente les employés du secteur privé,. Les Îles Salomon deviennent un État indépendant en 1978, et en 1988 le secrétaire général du SIGWU, Joses Tuhanuku, crée le Parti travailliste des Îles Salomon comme parti politique du syndicat.
Le parti obtient deux députés aux élections législatives de 1989, et Joses Tuhanuku devient un temps chef de l'opposition parlementaire en fin de législature. Les travaillistes obtiennent leur meilleur résultat aux élections législatives de 1993 avec quatre élus ; ils n'en ont aucun en 1997, un seul en 2001 (Joses Tuhanuku), et aucun à nouveau en 2006, ce qui marque de fait la disparition du parti.
| Élection | Sièges |
| -------- | ------ |
| 1989     | 2 / 50 |
| 1993     | 4 / 50 |
| 1997     | 0 / 50 |
| 2001     | 1 / 50 |
| 2006     | 0 / 50 |